# Burg Kirnberg (Bräunlingen)
Die Burg Kirnberg, auch Kürnburg oder Kirnburg genannt, ist der Ruinenrest einer Höhenburg am Kirnbergsee bei Bräunlingen-Unterbränd im Schwarzwald-Baar-Kreis in Baden-Württemberg.
Die vermutlich von den Zähringern erbaute Burg wurde 1250 erstmals erwähnt, als Graf Heinrich von Fürstenberg sie an den Bischof von Straßburg übertrug und sogleich als Lehen zurückerhielt. 1305 wurde die Burg an die Habsburger abgetreten, die sie erneut als Lehen an die Grafen von Fürstenberg gaben. Am 21. August 1388 wurde die Burg von den Fürstenbergern an die Pfalzgrafen von Tübingen verpfändet, später gelangte sie in den Besitz der Herren von Lupfen. Um 1416 wurde die Burg im Zuge der Lupfener Fehde durch die Fürstenberger niedergebrannt und nicht mehr aufgebaut. Von der ehemaligen Burganlage sind nur noch geringe Mauerreste erhalten.
Die Burg Kirnberg bildete zusammen mit den Burgen Zindelstein und Warenburg eine Festungslinie zum Schutz der Verbindungsstraßen zwischen der Baar und dem Breisgau.